# Уайоминг (окръг, Западна Вирджиния)
Окръг Уайоминг (на английски: Wyoming County) е окръг в щата Западна Вирджиния, Съединени американски щати. Площта му е 1300 km², а населението – 23 273 души (2012). Административен център е град Пайнвил.